# 古北口站
古北口站是一个京通线上的铁路车站，位于北京市密云区古北口镇，始建于1976年，1981年6月1日正式投入运营，目前为四等站，邮政编码为101508。本站2008年起成为乘降所，2015年7月11日停办客运，2019年4月30日因北京市郊铁路怀密线全线开通而复办客运业务；货运：办理整车、零担货物发到。
- 2018年4月的古北口火车站
- 古北口站弯道